# Cubworld
Cubworld is de artiestennaam van de Hawaïaanse zanger/gitarist Jacob Kongaika.
Cubworld is de tweede artiest die via het concept Sellaband $50.000 heeft opgehaald. Met dit bedrag is het album Step Lightly Create Out Loud opgenomen. Begin 2007 trad hij op in het Amsterdamse Paradiso. Ook speelde Cubworld op Concert at Sea 2007. Op 16 december 2009 was hij de eerste artiest die voor de tweede keer het doel haalde op SellaBand namelijk $15.000.

## Persoonlijk
Kongaika is geboren in Samoa, en opgegroeid in Tonga and Hawaii. Hij woont in Utah met zijn vrouw en drie kinderen. Hij is werkzaam als bagagekruier in Salt Lake City.

## Discografie
- the sample (2006)
- Step Lightly Create Out Loud (21 juni 2007)
- Life Is Music (2013)
- Life Is Music (Acoustic) (2013)
- Life Is Music (Lofi) (2022)
- Step Lightly Create Out Loud (Lofi) (2023)

### Als gast
- The Way I Feel op het album In Control van Nemesea (2007)